# Orel Mangala
Orel Johnson Mangala (* 18. März 1998 in Brüssel) ist ein belgischer Fußballspieler, der als Leihspieler von Olympique Lyon beim FC Everton unter Vertrag steht.

## Karriere

### Vereine
In der Jugend war er während der Saison 2016/17 vom RSC Anderlecht an Borussia Dortmund verliehen und gewann mit der U19 des BVB in der A-Junioren-Bundesliga 2016/17 den Titel. Zur Spielzeit 2017/18 wechselte Mangala zum VfB Stuttgart, nachdem er bei den Schwaben einen bis 2021 datierten Vertrag unterzeichnet hatte. Er gab am 19. August 2017 am 1. Spieltag der Bundesligasaison gegen Hertha BSC sein Profidebüt. In seiner ersten Saison beim VfB kam er zu 20 Einsätzen in der Bundesliga und belegte den siebten Platz.
Anfang August 2018 wurde Mangala ohne Kaufoption bis zum Ende der Zweitligasaison 2018/19 an den Hamburger SV ausgeliehen. Unter den Cheftrainern Christian Titz und Hannes Wolf war Mangala auf Anhieb Stammspieler im defensiven Mittelfeld. Nach 29 Ligaspielen und dem 4. Platz sowie dem Einzug ins DFB-Pokalhalbfinale mit dem HSV, verließ Mangala die Hamburger mit Ablauf des Leihvertrages.
Zur Saison 2019/20 kehrte Mangala zum VfB Stuttgart zurück, der in der Vorsaison in die 2. Bundesliga abgestiegen war. Mit den Stuttgartern gelang Mangala der direkte Wiederaufstieg in die Bundesliga.
Im April 2021 verlängerte Mangala seinen Vertrag in Stuttgart vorzeitig um ein Jahr bis 30. Juni 2024.
Kurz vor dem Beginn der Saison 2022/23 wechselte Mangala in die Premier League zum Aufsteiger Nottingham Forest. Im Januar 2024 wurde er an Olympique Lyon verliehen. Daraufhin verpflichtete Lyon Mangala fest und verlieh ihn an den FC Everton.

### Nationalmannschaft
Mangala zog mit der belgischen U-17-Nationalmannschaft bei der U-17-Europameisterschaft 2015 in das Halbfinale ein. Daraufhin erreichte er mit Belgien bei der U-17-Weltmeisterschaft 2015 den dritten Platz.
Am 26. März 2022 debütierte Mangala für die belgische A-Nationalmannschaft in einem Freundschaftsspiel gegen Irland. Nachdem er bei den folgenden Länderspielen und auch bei der Weltmeisterschaft 2022 nicht zum belgischen Kader gehört hatte, wurde er für das Qualifikationsspiel zur Europameisterschaft gegen Schweden und das Freundschaftsspiel gegen Deutschland Ende März 2023 vom neuen Nationaltrainer Domenico Tedesco erneut in den Kader der A-Nationalmannschaft nominiert.
In der Qualifikation für die EM 2024 wurde er in allen acht Spielen eingesetzt und qualifizierte sich mit den Roten Teufeln ungeschlagen für die EM-Endrunde, für die er am 28. Mai 2024 nominiert wurde.